# Ceramaster grenadensis
Ceramaster grenadensis is een zeester uit de familie Goniasteridae.
De wetenschappelijke naam van de soort werd in 1881 gepubliceerd door Edmond Perrier.
1. ↑  Perrier, E. (1881). Description sommaire des espèces nouvelles d'Astéries. Bulletin of the Museum of Comparative Zoology at Harvard College 9: 19